# Fiat Coupé
La Fiat Coupé è un'autovettura con carrozzeria di tipo coupé, prodotta dal 1994 al 2000 dalla casa automobilistica italiana FIAT. La vettura è nota anche come Progetto 175. Si tratta dell'unica vettura, a marchio FIAT, disegnata da Chris Bangle destinata alla produzione in serie. Venne prodotta in oltre 70 000 esemplari in 6 anni.

## Il contesto
Disegnata da Chris Bangle (a quel tempo al centro stile Fiat) e dal centro stile Pininfarina (principale curatore degli interni), la Fiat Coupé è una vettura sportiva il cui pianale è basato sul progetto VSS detto Tipo 2, utilizzato su vari modelli del gruppo Fiat tra cui Fiat Tipo e Bravo, Alfa Romeo GTV (modificato) e 155, Lancia Delta seconda serie e altri modelli. In previsione dell'installazione di potenti motori in fase di sviluppo, il telaio fu ideato con una buona rigidezza torsionale, le sospensioni non furono oggetto di particolare attenzione per il tipo di vettura, l'avantreno ed il retrotreno erano ripresi dai modelli da cui derivava, all'anteriore MacPherson mentre al posteriore erano presenti dei bracci longitudinali montati su un telaio ausiliare con molla separata dall'ammortizzatore, la barra stabilizzatrice svolgeva anche la funzione di controllo della convergenza, tale schema non è particolarmente performante in quanto questa soluzione non permette il recupero dell'angolo di camber durante il rollio della vettura facendo perdere aderenza alla ruota in appoggio. Veniva offerta in diverse motorizzazioni, esclusivamente a benzina, da 1 800 cm³ e 2 000 cm³, anche in versione turbo. La vettura era assemblata dalla Pininfarina all'interno dei propri stabilimenti.
I motori erano situati in posizione trasversale, la trazione era sulle ruote anteriori e il cambio era disponibile inizialmente a 5 marce successivamente a 6.

## Profilo

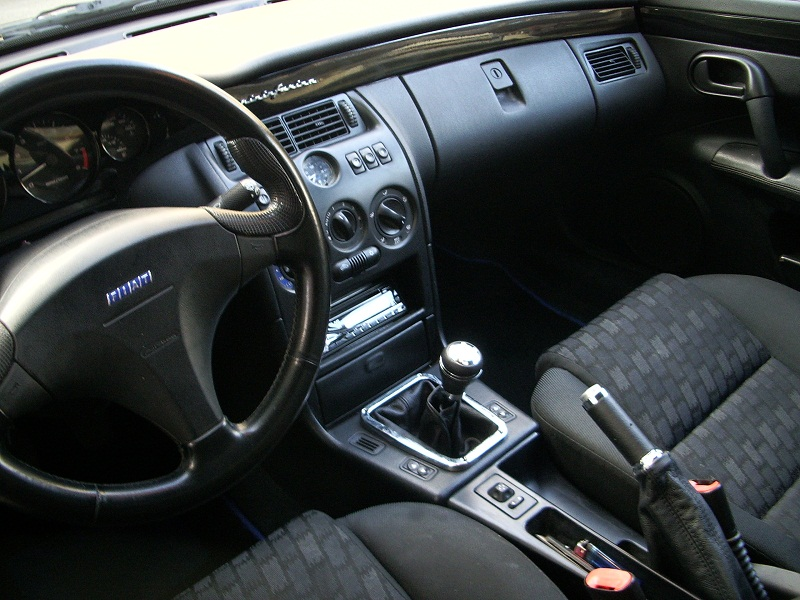
Interni di una Fiat Coupè

Presentata nel dicembre 1993, il suo debutto avvenne nel febbraio 1994 in Italia e nella tarda primavera in Europa. Il motore offerto, conosciuto anche come "Bialbero Lampredi", era da 1 995 cm³ in versione aspirata da 102 kW (139 CV) e in versione turbo da 140 kW (190 CV), propulsori in comune con la produzione Lancia, adottati anche dal modello Delta prima e seconda serie. La motorizzazione turbo da 140 kW (190 CV) permetteva al coupé (come provato da numerose testate automobilistiche dell'epoca) di accelerare nel classico 0-100 km/h in circa 7 secondi, dimostrando prestazioni migliori di quelle dichiarate ufficialmente da Fiat (7,5 secondi), la velocità massima dichiarata era di 225 km/h ma nel test effettuato dalla rivista Quattroruote sfiorò i 238 km/h. Viste le grandi prestazioni, le versioni sovralimentate montavano inoltre di serie un differenziale autobloccante meccanico a giunto viscoso (Ferguson) chiamato Viscodrive per migliorare la guida e limitare i serpeggiamenti in fase di brusche accelerazioni o perdite di aderenza di una delle due ruote motrici. Fu una delle poche trazioni anteriori sportive dell'epoca a vantare un differenziale autobloccante montato di serie.
Nel primo periodo di commercializzazione, fino al novembre 1994, le vendite risultavano sopra la media con circa 17 000 ordini complessivi.

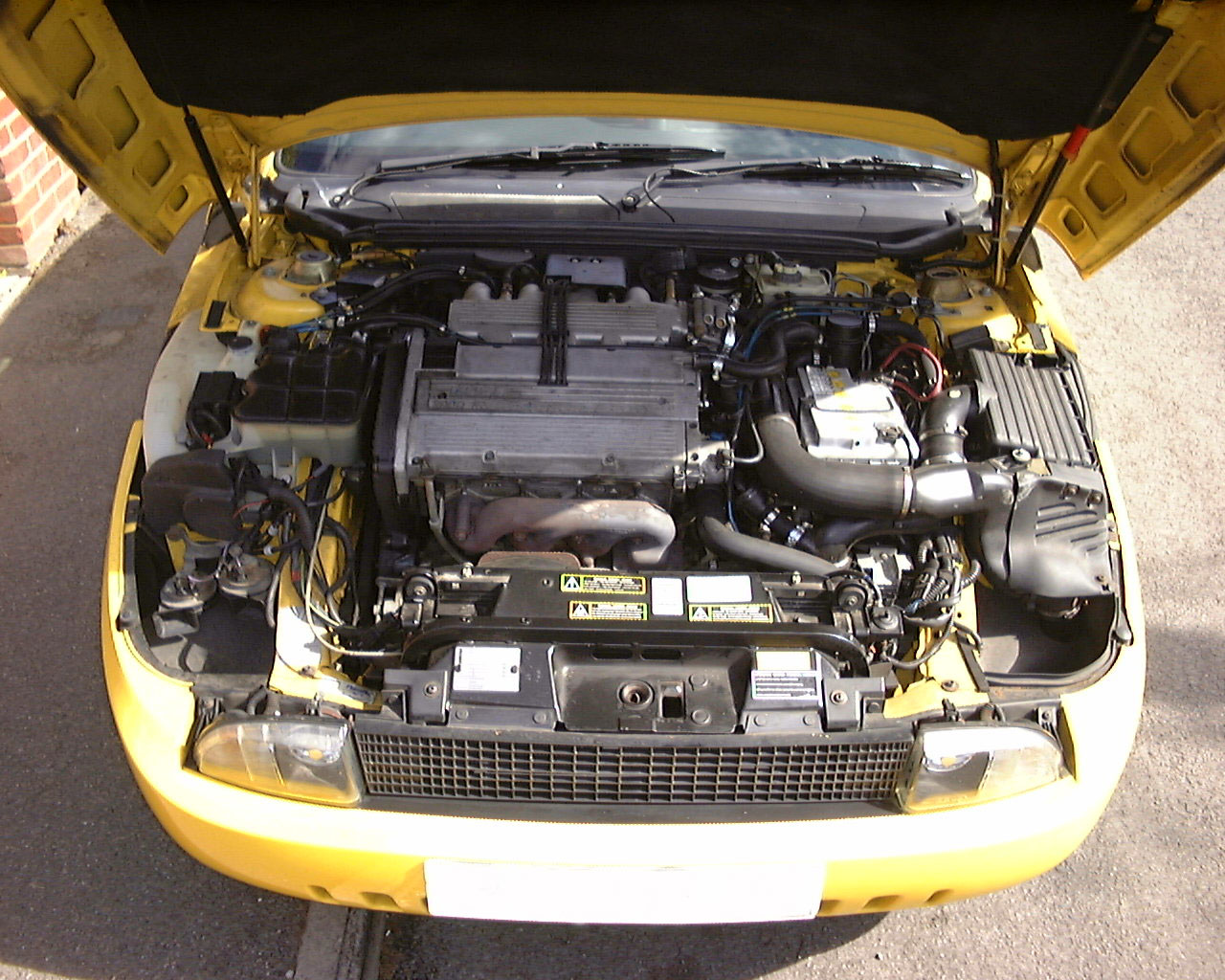
Il motore della Fiat Coupé

Nel giugno del 1996 venne messo in comune il motore già presente sulla Fiat Barchetta da 1 747 cm³ e 96 kW (131 CV), da 4 cilindri, mentre i due motori di cilindrata maggiore vennero sostituiti pochi mesi più tardi da una nuova generazione di 5 cilindri in linea da 108 kW (147 CV) e 160 kW (220 CV) per le versioni aspirate e turbo rispettivamente.
Questi nuovi motori disponevano entrambi di 20 valvole e sia la versione aspirata che la 2.0 20 valvole Turbo da 160 kW (220 CV) sono dotate di albero controrotante di equilibratura, fasatura variabile delle valvole lato aspirazione, sistema di accensione dotato di bobina specifica dedicata per ogni cilindro. Nella versione Turbo la sovralimentazione avviene tramite turbocompressore Garrett TB2810 e intercooler con overboost; la coppia motrice di 310 N⋅m (31,6 kg⋅m) era disponibile già a 2 500 giri al minuto, mentre la potenza di 160 kW (220 CV) veniva sviluppata a 5 750 giri al minuto. Il propulsore fu dotato inoltre, in fase di progettazione, di un tromboncino di aspirazione ad effetto Venturi che, collocato a lato della scatola filtro, grazie all'accordatura eseguita in fase di sviluppo, riusciva a migliorare la fluidodinamica dell'aria aspirata dal motore ad alto e medio numero di giri. L'ampio range di utilizzo e la rotondità di funzionamento lo avvicinavano ad un 6 cilindri in linea, grazie soprattutto al controalbero di equilibratura e ad un ottimale lavoro dei tecnici in fase di accordatura condotti di aspirazione, scarico, fasatura della distribuzione e inerzia del gruppo turbocompressore. Nel 1998, il 2.0 aspirato da 108 kW (147 CV) venne sostituito con una versione da 113 kW (154 CV), con sistema VIS con collettori aspirazione a lunghezza variabile.

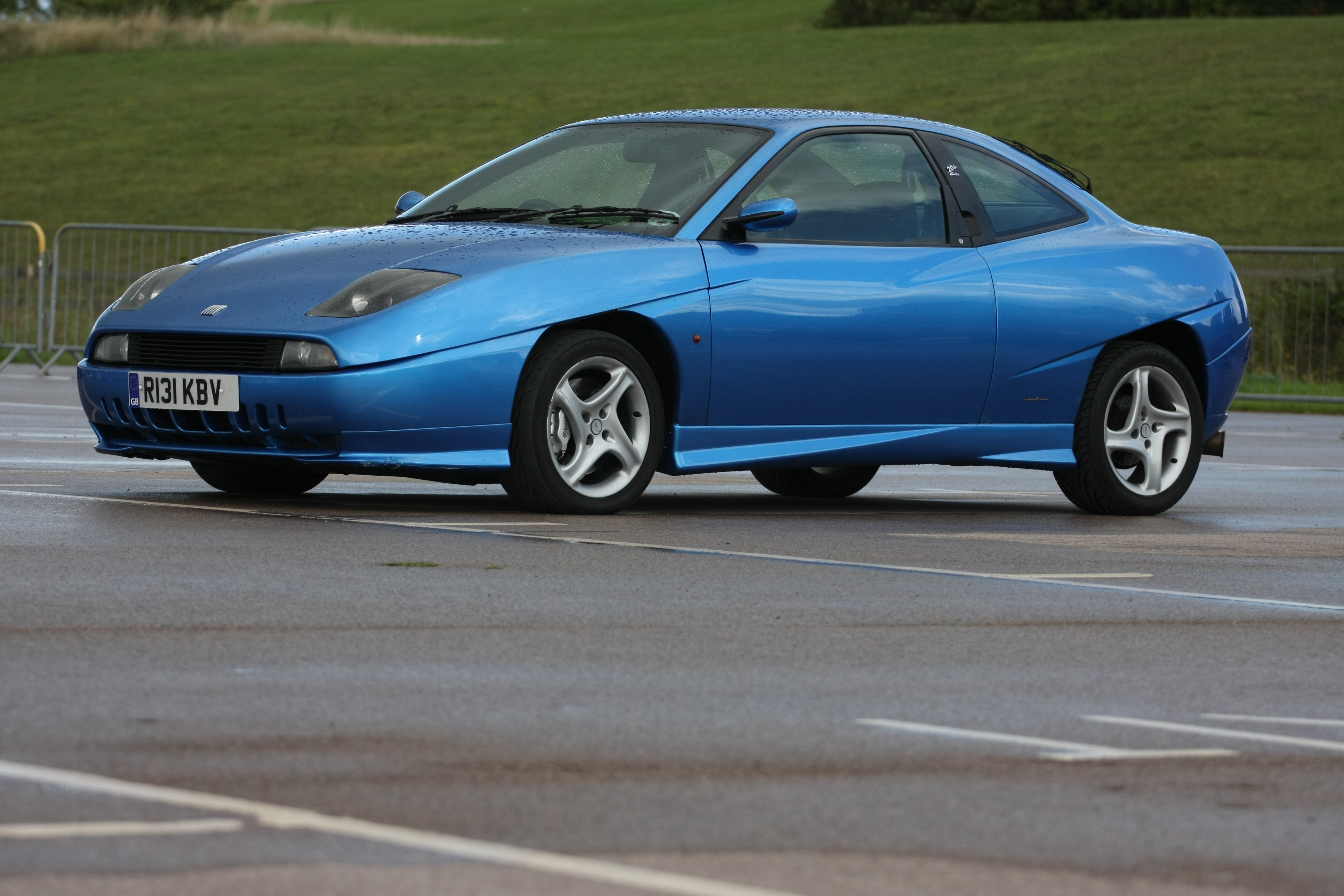
Fiat Coupè 20v Turbo

A quei tempi, la motorizzazione di punta rese la Fiat Coupé la vettura a trazione anteriore più veloce mai prodotta dalla Fiat con una velocità massima dichiarata di 250 km/h ed era capace, nelle versioni a 6 marce prodotte dal 1999 in poi, di coprire lo 0-100 km/h in appena 6,3 secondi (dati ufficiali Fiat) e 6,5 per le versioni a 5 marce; nel novembre del 1996 in un test effettuato dalla rivista Automobilismo il Coupé 20v turbo raggiunse i 100 km/h in soli 6,1 secondi, ottenendo prestazioni ancora migliori di quelle dichiarate. Durante un test, eseguito da Quattroruote, con un modello di Fiat Coupé Limited Edition equipaggiato con il motore 2.0 Turbo da 160 kW (220 CV) fu raggiunta la velocità di 252,029 km/h in quinta marcia.

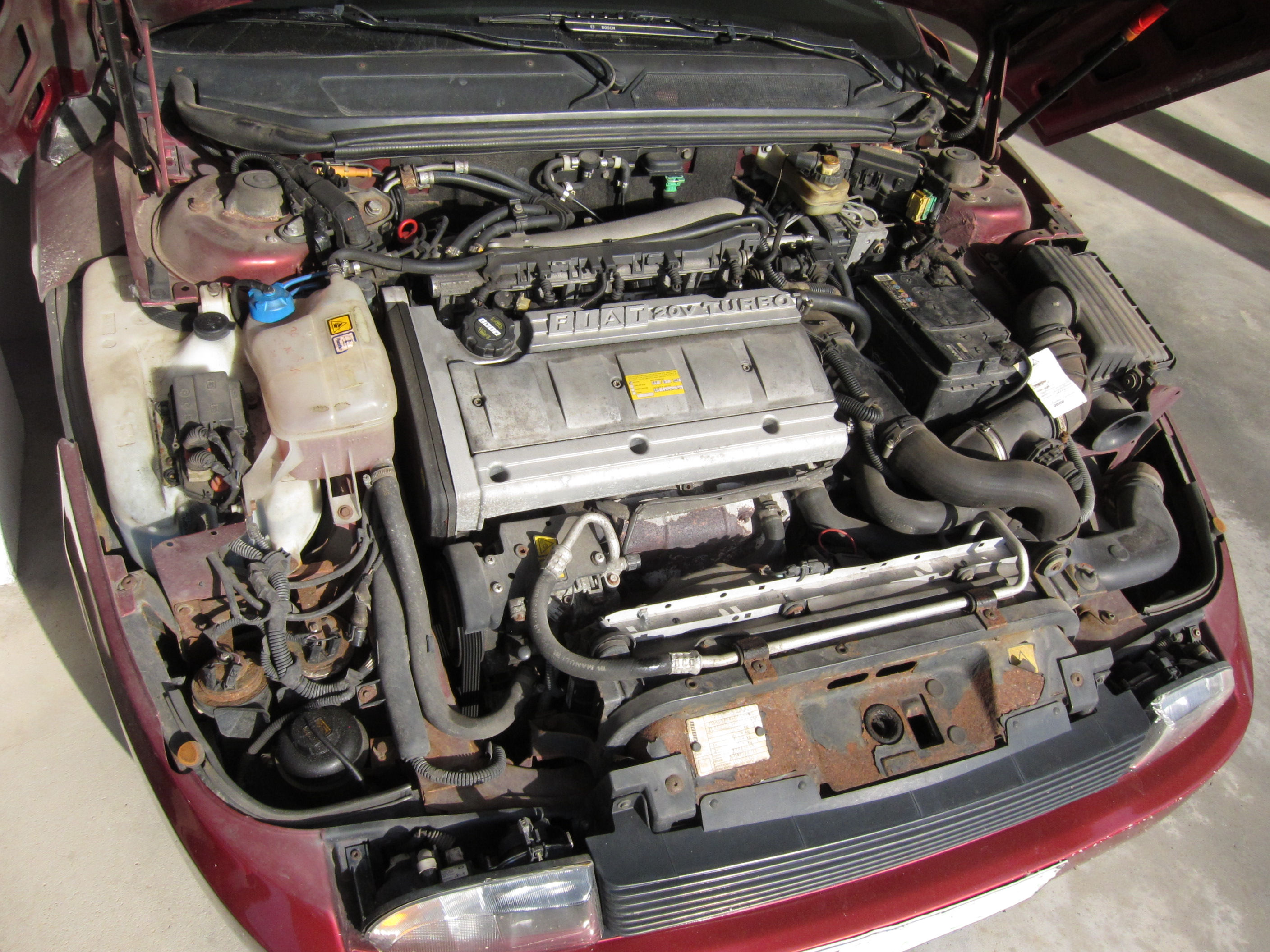
Motore di una Fiat Coupe 20v Turbo del 1998

Già dal 1994 era anche disponibile in Fiat il kit estetico Abarth/Zender composto da: minigonne, paraurti anteriore di disegno diverso, sottoparaurti posteriore (uguale all'originale ma più pronunciato) e spoiler posteriore che incrementava il carico aerodinamico sul posteriore della vettura donandole una maggiore stabilità alle alte velocità (veniva montato nella parte verticale del baule e non sopra come tutti gli altri spoiler, era un prolungamento della carrozzeria). I ricambi erano disponibili sia con marchiatura Abarth che Zender.
Inoltre, anche per la versione 20V turbo erano disponibili i sedili Recaro (come quello che sarebbe stato montato in seguito sulle limited edition e turbo plus) anteriori in sostituzione di quelli in tessuto.

## Motorizzazioni
| Modello                         | Disponibilità           | Motore                       | Cilindrata cm³ | Potenza Massima                | Coppia max             | Direttiva europea antinquinamento | 0–100 km/h (secondi) | Velocità max (km/h) |
| 1.8 Pratola Serra 16V 130       | dal 04/1996 al 04/1997  | 4 cilindri in linea, Benzina | 1747           | 96 kW (131 CV) @6300 giri/min  | 164 N·m @3500 giri/min | Euro 1 (direttiva CEE 93/59)      | 9,2                  | 205                 |
| 1.8 Pratola Serra 16V 130       | dal 04/1997 al 08/2000  | 4 cilindri in linea, Benzina | 1747           | 96 kW (131 CV) @6300 giri/min  | 164 N·m @3500 giri/min | Euro 2                            | 9,2                  | 205                 |
| 2.0 Lampredi 16V 140            | dal 01/1994 al 01/1995  | 4 cilindri in linea, Benzina | 1995           | 102 kW (139 CV) @6000 giri/min | 180 N·m                | Euro 1 (direttiva CEE 91/441)     | 9,2                  | 208                 |
| 2.0 Lampredi 16V 140            | dal 01/1995 al 06/1997  | 4 cilindri in linea, Benzina | 1995           | 102 kW (139 CV) @6000 giri/min | 180 N·m                | Euro 2                            | 9,2                  | 208                 |
| 2.0 Pratola Serra 20V 150       | dall'11/1996 al 04/1997 | 5 cilindri in linea, Benzina | 1998           | 108 kW (147 CV) @6100 giri/min | 186 N·m                | Euro 1 (direttiva CEE 93/59)      | 8,9                  | 212                 |
| 2.0 Pratola Serra 20V 150       | dal 04/1997 al 03/1999  | 5 cilindri in linea, Benzina | 1998           | 108 kW (147 CV) @6100 giri/min | 186 N·m                | Euro 2                            | 8,9                  | 212                 |
| 2.0 Pratola Serra 20V 155       | dal 03/1999 al 08/2000  | 5 cilindri in linea, Benzina | 1998           | 113 kW (154 CV) @6500 giri/min | 186 N·m                | Euro 2                            | 8,4                  | 215                 |
| 2.0 Lampredi Turbo 16V 190      | dal 01/1994 al 06/1997  | 4 cilindri in linea, Benzina | 1995           | 140 kW (190 CV) @5500 giri/min | 290 N·m                | Euro 1 (direttiva CEE 91/441)     | 7,5                  | 230                 |
| 2.0 Pratola Serra Turbo 20V 220 | dall'11/1996 al 08/2000 | 5 cilindri in linea, Benzina | 1998           | 162 kW (220 CV) @5750 giri/min | 310 N·m                | Euro 2                            | 6,3                  | 250                 |

## Caratteristiche tecniche generali
- Cambio manuale a 5 rapporti (6 rapporti dal 1998 e solo sulle versioni turbo).
- Sospensioni a ruote indipendenti anteriori e posteriori, MacPherson all'avantreno e bracci tirati al retrotreno.
- Freni a disco sulle quattro ruote, da 284 mm (305 mm per 20V turbo) all'anteriore e 240 mm (251 mm per 20V e 20V Turbo) sul posteriore.

## Versioni speciali

### 20V Turbo Limited Edition (1998)
Nel 1998 venne prodotta una versione speciale del modello la 20V Turbo Limited Edition che, oltre al nuovo cambio a 6 marce, presentava un impianto frenante della Brembo potenziato e con dischi forati, pinze Brembo 4 pistoncini rosse, coperchio coprivalvole (motore) rosso, targhetta di serie numerata di forma ellittica posta sopra allo specchietto retrovisore interno con stampigliato la scritta 20v turbo e in numero di serie limitata, disegno fondoscala del tachimetro a 280 km/h, barra duomi antitorsione rossa Sparco, scritte esterne 20V Turbo poste sui montanti laterali completamente rosse, pedaliera completa Sparco Reflex, poggiapiede - pedana Sparco Reflex, cerchi dello stesso disegno della 20V turbo ma bruniti, volante in pelle nera con poggiapollici in pelle rossa traforata, pomello del cambio in pelle nera e pelle rossa traforata, pannelli degli sportelli in pelle rossa traforata, sedili sportivi Recaro (in pelle nera sui lati e traforata rossa in mezzo nella seduta e nello schienale. Alcune limited montavano i sedili in pelle nera sui lati e traforata nera in mezzo nella seduta e nello schienale con cuciture rosse) e kit aerodinamico composto da minigonne e baffi anteriori sottoparaurti. Inoltre era dotata di particolari in tinta grigia: fondo dei fanali anteriori, contorni dei fanali posteriori, tappo del serbatoio, griglia anteriore e plastiche interne (la striscia colorata a seconda del colore esterno della macchina, nelle limited edition era sempre grigia qualsiasi colore avesse avuto l'auto). I colori disponibili per la limited erano 5: grigio vinci (un grigio canna di fucile), nero pastello 601, rosso pastello, chrono gray (un azzurro nuvola) e grigio steel. Gli esemplari erano tutti numerati e certificati; la previsione di produzione era di solo 300 pezzi ma in sede consuntiva si presume che ne siano stati distribuiti all'incirca 1 600. Le Limited Edition fine serie, inoltre, non montavano più le 205/50/16″ ma le 225/45/16″ e presentavano la mascherina anteriore della versione 20v Turbo Plus a cellette e non più quella a righe orizzontali della 20v Turbo.

### 20V Turbo Plus (1999)

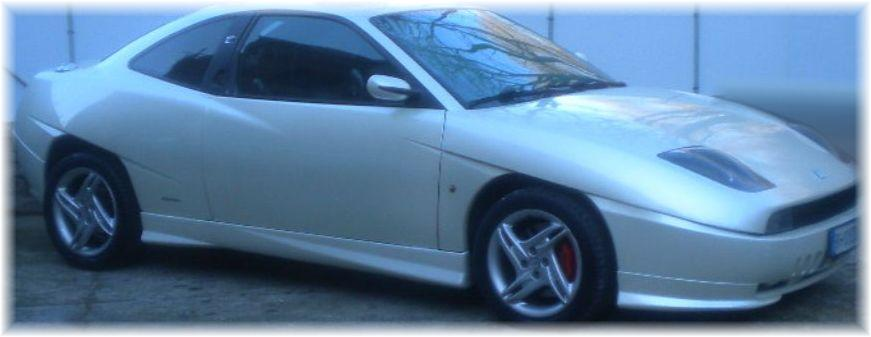
La Fiat Coupè 20V Turbo Plus

Nel 1999/2000 fu prodotta una versione denominata 20V Turbo Plus, una versione simile alla 20V Turbo Limited Edition, ma non prodotta in serie numerata. Veniva proposta con allestimento sportivo, caratterizzato dalle pinze freni Brembo a 4 pistoncini di colore rosso, dischi freno forati, cambio a 6 marce, coprivalvole motore rosso, gomme maggiorate da 225/45/16 con cerchi dal disegno specifico a razze sdoppiate, illuminazione interna rossa e non arancione, tachimetro sempre con fondoscala a 280 km/h ma con fondo bianco anziché nero, tasto avviamento motore satinato, barra duomi antitorsione Sparco, kit aerodinamico carrozzeria (minigonne e baffi anteriori) di serie e sedili sportivi Recaro in pelle nera ai lati e nera traforata nella parte centrale e cuciture rosse o bianche, la cuffia del freno a mano e quella del cambio erano in pelle nera con cuciture rosse/bianche come pure i pannelli degli sportelli, il pomello del cambio e la leva del freno a mano ero in pelle nera/ nera traforata sempre con cuciture rosse o bianche. Tra gli optional, solo per la versione Plus, era disponibile il Colore Bianco Perla (208/A); costo Optional circa 3 000 000 lire. Altri optional erano gli airbag laterali inseriti nei sedili Recaro nelle vetture da fine 1999 in poi.

### 20V Turbo M.y. '99 (1999)

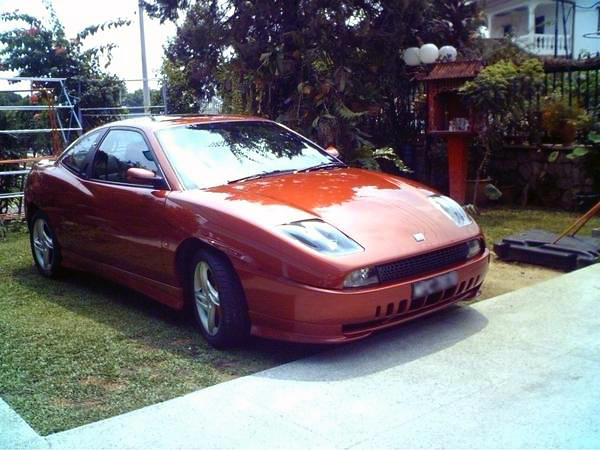
La Fiat Coupé 20V Turbo

In seguito, tra il 1999 e l'inizio del 2000 venne prodotta una serie denominata 20V Turbo MY'99, un aggiornamento, restyling, della versione del 1997, che riprendeva dalla versione Turbo Plus alcuni particolari come il cambio a 6 marce, l'avviamento a pulsante grigio, il disegno del cerchi sempre da 16″ con gomme 225/45/16, i fondini della strumentazione bianchi; ma dall'altra parte non aveva più le pinze dei freni rosse e il coperchio punterie rosso (tornati grigi come sulla 20V Turbo del 1997), minigonne, baffetti anteriori e barra duomi; tutti questi accessori erano acquistabili come optional o come pacchetto sportivo; non erano invece disponibili per questa versione i sedili in pelle nera con cuciture rosse della Recaro che vennero sostituiti dal tipico sedile del Fiat Coupé del 1997 meno sportivo ma con la differenza degli airbag laterali (optional), del tessuto di un tipo diverso leggermente colorato e della scritta Turbo bianca al centro del sedile sotto il poggiatesta, oppure vi era la possibilità di avere gli interni in pelle rossa Cartier.